# Río Argún
El río Argún (ruso:Аргунь; en chino, 额尔古纳河; pinyin, É'ěrgǔnà hé; manchú: Ergune bira) es un largo río del noreste de China y sureste de Rusia —les sirve de frontera durante un largo tramo— que fluye en direcciones O y N hasta confluir con el río Shilka formando el río Amur. Tiene una longitud de 1620 km, pero si se considera junto con el Amur, el sistema Amur–Argún alcanza los 4444 km que lo convierten en el décimo río más largo del mundo, tras el Amazonas, Nilo, Yangtsé, el Misisipi–Misuri, el Yeniséi-Angará, el Amarillo, el Obi–Irtish, el Mekong y el Congo.
Drena una cuenca de 164 000 km² (de los cuales el 30% se encuentra en Rusia, en la margen izquierda del curso medio e inferior del río).
Administrativamente, discurre por el krai de Zabaikalie (Rusia) y la región autónoma china de Mongolia Interior. El curso superior del río, el que discurre por China, se llama Hailar He, y tiene 555 km y una cuenca en ese momento de 53 000 km².

## Geografía
El río Argún nace en la vertiente occidental de la cadena montañosa del Gran Khingan, en Mongolia Interior,  noreste de China. Su curso superior, situado enteramente en China, es conocido como Hailar He y discurre en dirección oeste-suroeste a través de una región árida y de estepa, bañando las ciudades de Xiguit Qi y Hailar (209 294 habs.). Pasa cerca del lago Hulun y no muy lejos de la ciudad de Manzhouli, el río vira hacia el noroeste dando inicio a un largo tramo de 944 km en el que el río sirve de frontera entre China y Rusia.
En este tramo discurre por un amplio valle cerrado entre varias cadenas paralelas de montañas en el que apenas hay grandes centros urbanos. Recibe en esta parte sus principales afluentes: por la izquierda (el lado ruso), los ríos Urulyungui, Urov, Urumkan y Gazimur (592 km); y por la derecha (lado chino), los ríos Gen He y Jiliu He. En el extremo noreste de las montañas Borschóvochny (Monti Borščovočnyj), en la región china de Mohe y no lejos de la ciudad homónima, se une al río Shilka para dar nacimiento al río Amur.
El río está congelado, en promedio, desde finales de noviembre a principios de mayo, y el transporte por vías navegables es esporádico e irregular. En el río hay aproximadamente 60 especies de peces, que mantienen una discreta actividad piscícola.

## Sistema Keroulen-Argún-Amur
A 150 km al oeste de la aglomeración de Hailar está el lago Hulun que normalmente no tiene contacto con el río. Sin embargo, en años especialmente húmedos ocurre que este lago, que normalmente no tiene ningún desbordamiento, se desborda por su margen derecha y sus aguas fluyen entonces hasta el Argun, que pasa a unos 30 km. El río Keroulen que desemboca en el lago se convierte entonces en un afluente del Argún y todo el sistema Keroulen-Argún-Amur tiene una longitud de 5054 km.

## Historia
Este río fue establecido como frontera ruso-chino por el Tratado de Nérchinsk suscrito en 1689 entre ambas naciones.
Un acuerdo del año 1991 estableció la soberanía sobre un gran número de islas e islotes sobre ese río, obteniendo China la soberanía sobre 209 islas, y Rusia sobre 209.